# Jeroni Pau
Jeroni Pau (Barcelona, c.1458 - idem, 1497) foi um destacado humanista da Coroa de Aragão.
Jeroni Pau era filho de Jaume Pau, conselheiro dos reis Afonso V de Aragão e João II de Aragão, e neto de Pere Pau, médico da mulher de Afonso IV. Estudou direito civil e direito canónico em diversas universidades italianas (possivelmente em Bolonha, Perugia, Florença e Siena, e está documentada a sua estadia na Universidade de Pisa no curso 1475-1476). Jeroni foi cónego de Barcelona e também de Vic.
Esteve ao serviço do cardeal Rodrigo Bórgia, posterior Papa Alexandre VI, como jurista (1475-1492). Em Roma a sua opinião era consultada quando se tratava de temas históricos, linguísticos ou jurídicos. Em 1492, enfermo, voltou a Barcelona, onde faleceu em 1497.
Poeta, erudito e autor de epístolas retóricas em latim, também cultivou a poesia e o género epistolar. Colaborou com importantes intelectuais italianos e catalães. Junto com Bernat Fenollar escreveu Regla d'esquivar vocables e mots grossers i pagesívols.